# 自治総合センター
一般財団法人自治総合センター（じちそうごうセンター）は、1977年（昭和52年）4月、全国知事会、全国市長会、全国町村会等が発起人となって地方の共同組織として設立された法人。総務省（旧自治省）元所管。
地域社会の変動及び住民生活の変化に即応し、住民の自治意識の向上を図るとともに、地方公共団体の行政運営の円滑化に資する各種の活動及び地域の振興に資する事業を通じての宝くじの社会貢献広報に関する活動を行い、もって地方自治の振興及び住民福祉の増進に寄与することを目的とする。

## 概要
- 所在地：東京都千代田区内幸町1丁目3番2号 内幸町東急ビル13階

### 役員
- 理事長：岡崎浩巳
- 理事（常勤）：照井光孝

### 主な事業
- 地方行政・地方税財政関連の調査研究事業
- 宝くじの社会貢献広報事業として行う文化公演、スポーツフェスティバルの開催及びコミュニティ助成事業
- 環境保全に関するイベント及び各種シンポジウムに対する助成事業